# Středověké památky v Kosovu
Vybrané středověké památky v Kosovu jsou od roku 2004 součástí světového dědictví UNESCO. Jedná se o 4 stavby srbské pravoslavné církve, které jsou výjimečnou ukázkou prolínání východní byzantské architektury s architekturou románskou, díky němuž vznikla svébytná tzv. paleologické renesance. V interiéru chrámů se nachází mnoho nástěnných fresek. Stavby vznikly za vlády dynastie Nemanjićů, nejvýznamnější vládnoucí rodiny středověkého Srbska.
Zmíněné stavby se nacházejí na sporném území Kosova, smluvním státem je Srbsko. Od roku 2006 jsou zároveň zařazeny na seznamu světového dědictví v ohrožení, především kvůli politické nestabilitě tohoto regionu.

## Přehled staveb
| Stavba                      | Obec      | Zeměpisné souřadnice             |
| --------------------------- | --------- | -------------------------------- |
| Klášter Visoki Dečani       | Dečani    | 42°32′49″ s. š., 20°15′58″ v. d. |
| Klášter Peć                 | Peć       | 42°39′40″ s. š., 20°15′58″ v. d. |
| Chrám Bohorodičky Ljevišské | Prizren   | 42°12′41″ s. š., 20°44′9″ v. d.  |
| Monastýr Gračanica          | Gračanica | 42°35′54″ s. š., 21°11′36″ v. d. |

## Fotogalerie

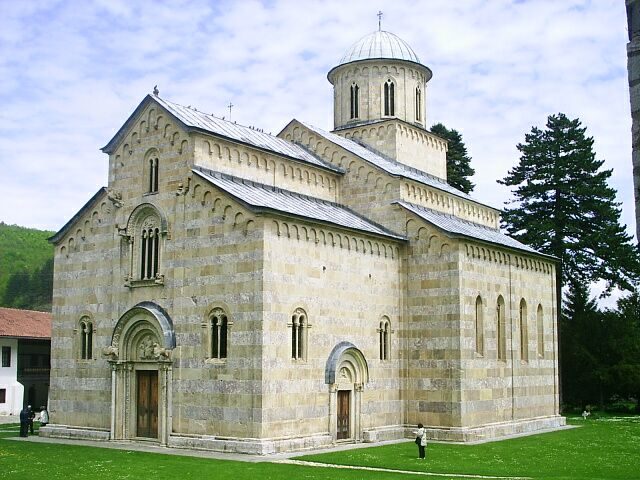
Visoki Dečani
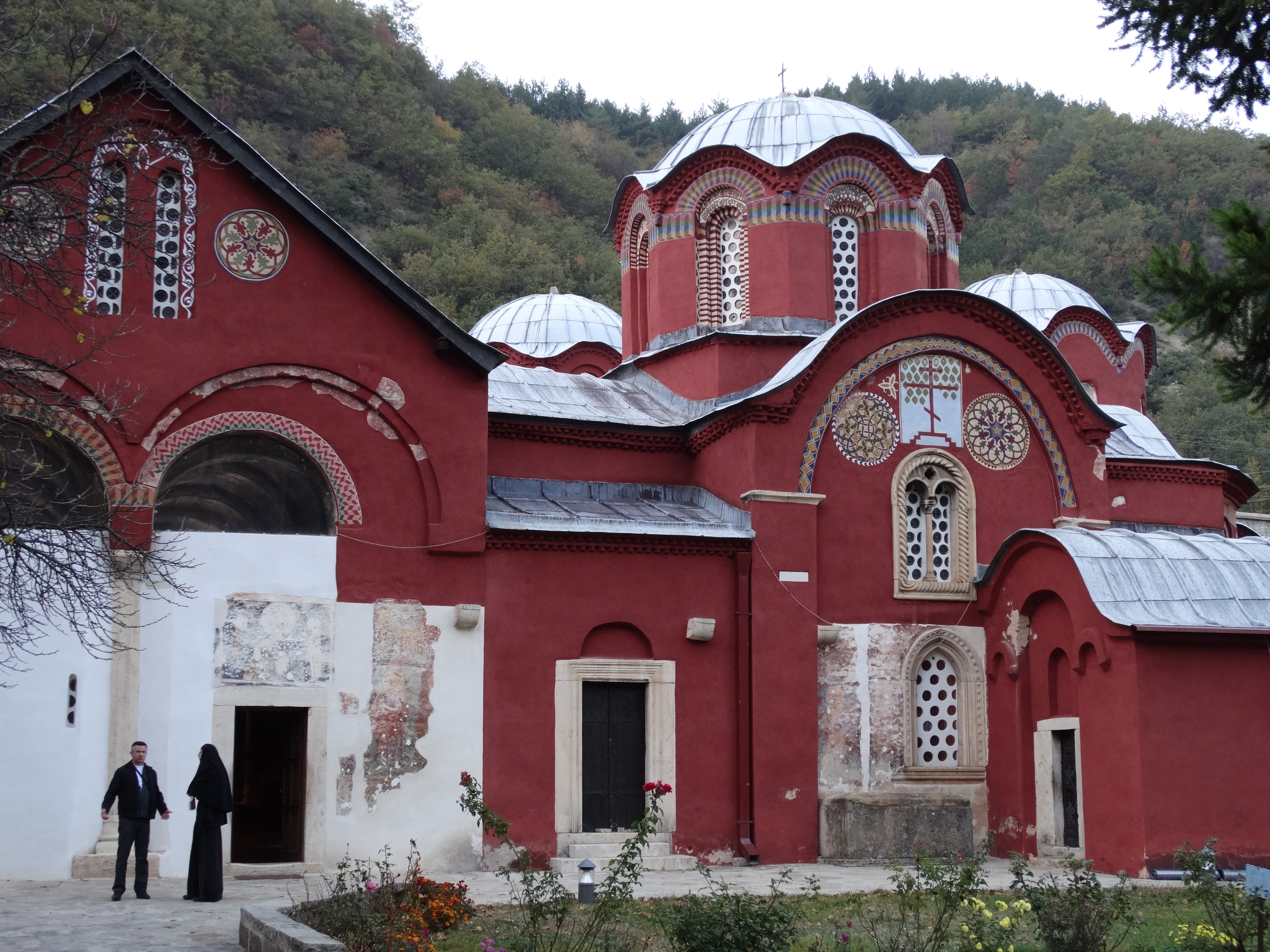
Klášter Peć
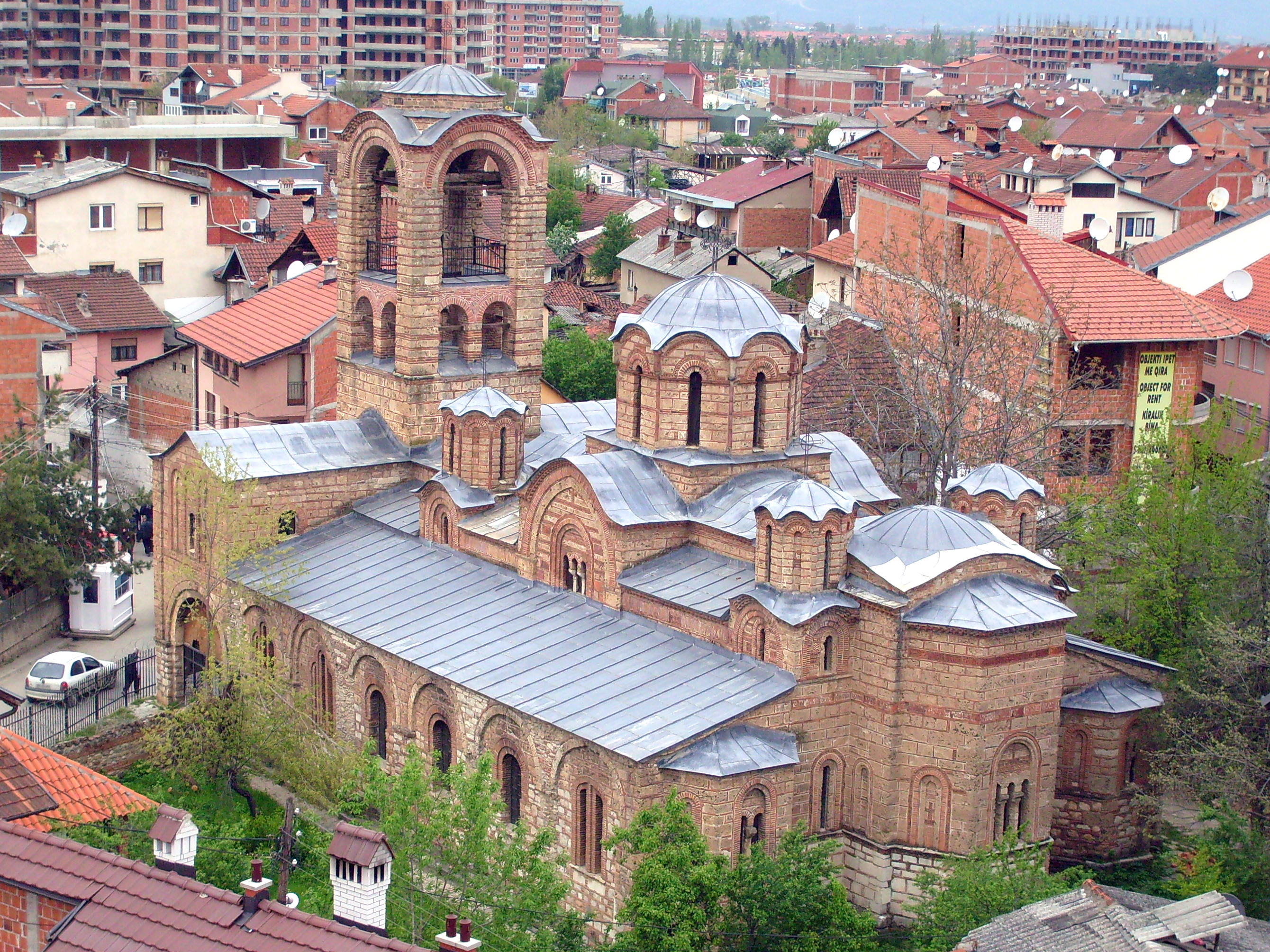
Chrám Bohorodičky Ljevišské
Monastýr Gračanica